# 大野神社 (鴻巣市)
大野神社（おおのじんじゃ）は、埼玉県鴻巣市の神社。

## 歴史
938年（天慶元年）に創建された。嵯峨源氏の末裔の源仕が大己貴命の神託により神社を創建した。1030年（長元3年）に源頼義が平忠常の乱鎮圧のため、当社で獅子頭をかけて戦勝祈願を祈ったという。その後も、現在の同市逆川の沼に沈んでいた阿弥陀如来像を引き上げたり、干ばつや疫病の禍から退散させるなどのご利益があったという。
1873年（明治6年）、近代社格制度に基づく「村社」に列せられ、1907年（明治40年）の神社合祀により「津門社」が合祀された。当社は、これまで「氷川神社」と称していたが、当社の所在地の「大間」と津門社の「北中野」から一字を採って「大野神社」に改称した。1911年（明治44年）に「神饌幣帛料供進社」に指定された。

## 交通アクセス
- 鴻巣駅より徒歩18分。